# رمال متحركة

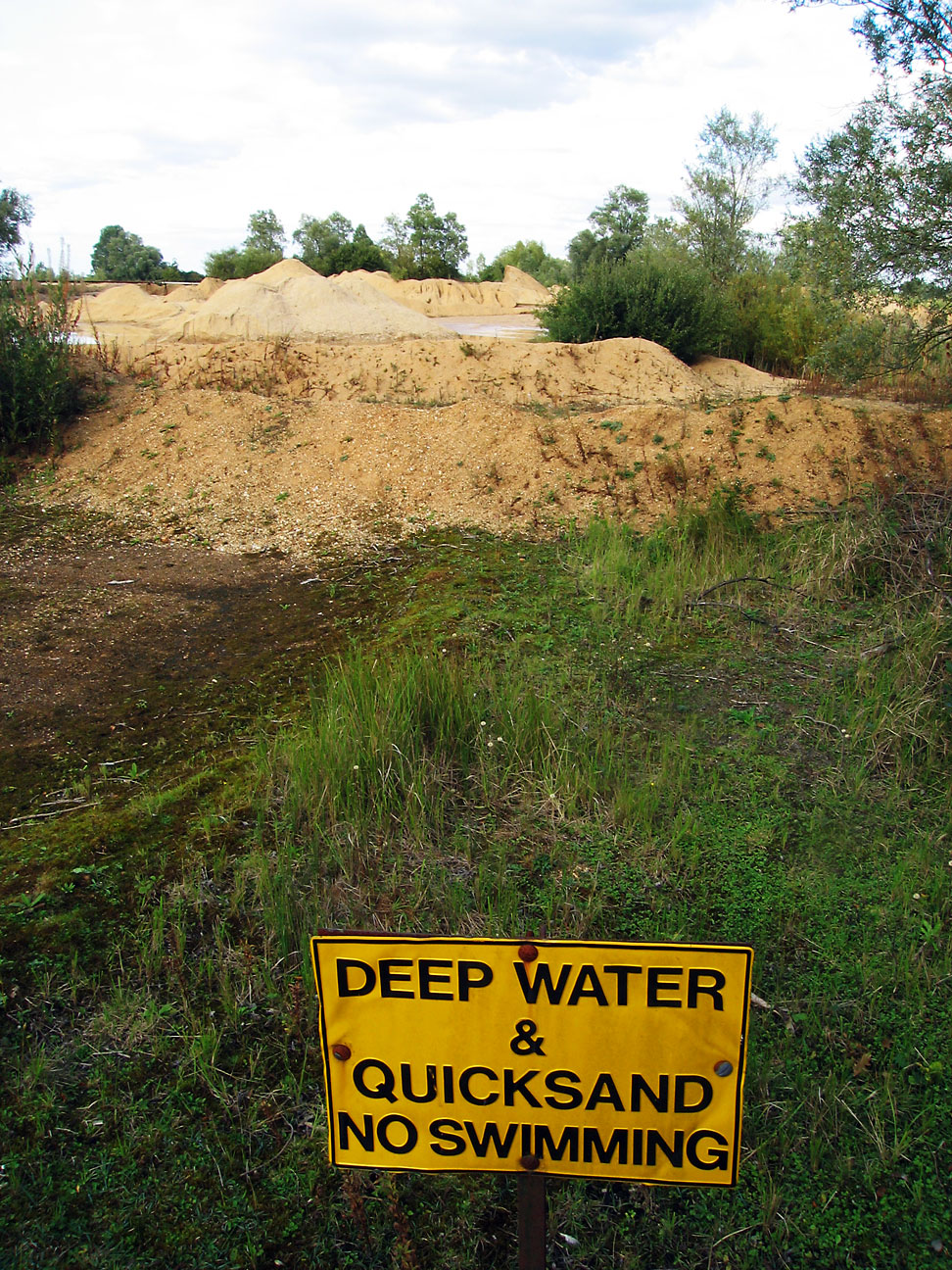
لافته تحذير من الرمال المتحركة

الوعث أو الرمال المتحركة أو اللينة خليط من الرمل والماء، التي تظهر صلبة ولكنها تتحول إلى متحركة وغير ثابتة عند تعرضها لأي تأثير، والرمل العادي تتراكم حبيباته مكونة كتلة صماء، في وجود حوالي من 25 إلى 30% من الفراغات بين الحبيبات محتوية على الماء أو الهواء، ولأنَّ كثيراً من حبيبات الرمل طويلة ومنبعجة وليست مستديرة، فإن التراكم غير المحكم للحبيبات يؤدي إلى وجود فراغات من 30 إلى 70% في كتلة الرمل، وتنهار الرمال أو تكون متحركة متى تعرضت لقوى خارجية مثل التحميل عليها، أو مرور مركبات ثقيلة، أو اهتزازات أو ارتفاع في منسوب المياه الجوفية، حيث يؤدي ذلك إلى انهيار قوى الاحتكاك بين الحبيبات بالكامل، وتظهر الرمال المتحركة في الأماكن التي تحتوي على ينابيع طبيعية، أو عند أودية الأنهار المتدفقة من أعالي الجبال على هيئة أجسام مخروطية الشكل مكونة من حصى ورمال، وحول حافتي الأنهار بعد الفيضانات أو على الشواطئ عند حدوث مد منخفض، في هذه الحالات تفكك الحبيبات يكون بسبب ارتفاع المياه لأعلى خلال الحبيبات، وتظهر الرمال المتحركة أيضا في الصحراء، ولكنها نادرة جدا، وتحدث في الكثبان الرملية بالقرب من أماكن انطلاق الريح، ولكن مقدار الغرز فيها لا يتعدى سنتيمترات قليلة، وذلك لأن الهواء الموجود بين الفراغات سرعان ما يزول، وتعود حبيبات الرمل مرة أخرى إلى الاندماج معا بصورة قوية.